# Leucotela nigripalpis
Leucotela nigripalpis är en fjärilsart som beskrevs av Walker 1865. Leucotela nigripalpis ingår i släktet Leucotela och familjen nattflyn. Inga underarter finns listade i Catalogue of Life.